# Atractus wagleri
Atractus wagleri este o specie de șerpi din genul Atractus, familia Colubridae, descrisă de Prado 1945. Conform Catalogue of Life specia Atractus wagleri nu are subspecii cunoscute.